# Jessie Royce Landis
Jessie Royce Landis (născută Jessie Medbury; n. 25 noiembrie 1896, Chicago, Illinois, SUA – d. 2 februarie 1972, Danbury⁠(d), Connecticut, SUA) a fost o actriță americană. Aceasta este cunoscută pentru rolurile din Să prinzi un hoț (1955) și La nord prin nord-vest (1959).

## Biografie
Jessie Royce Landis s-a născut Jessie Medbury în Chicago, Illinois, fiica lui Paul, un muzician de orchestră, și al Ellei Medbury. Conform ancestry.com, „Royce” nu pare să fi fost numele său prin naștere; inițiala din mijlocul numelui este citată fie „J”, fie „T”. Numele său de familie - Landis - este numele primului său soț.
A urmat cursurile Școlii Dramatice din Hinshaw datorită unei burse obținute la vârsta de 14 ani, iar doi ani mai târziu a ajuns actriță în grupul de actori Evanston Stock Company.

## Cariera
Pe parcursul carierei sale, a apărut cu precădere în piese de teatru.
Când familia primului său soț a întâmpinat probleme financiare, aceasta s-a alăturat grupului North Shore Players în calitate de actriță principală⁠(d) și regizoare. În 1924, a părăsit grupul și a pornit în turneu cu The Highwayman.
Cariera sa pe Broadway a început cu The Honor of the Family (1926) și s-a încheiat cu Roar Like a Dove (1964). La începutul anilor 1950, Landis a petrecut trei sezoane pe sc londoneză. A fost premiată la categoria „cea mai bună interpretare a anului 1950” pentru rolul din piesa de teatru Larger Than Life la Londra.
În epoca radioului⁠(d), Landis a avut roluri precum Irene Emerson în Helpmate⁠(d)  și o menajera în The House on Q Street. De asemenea, a făcut parte din distribuția piesei de teatru radiofonic We Are Always Young din New York în 1941.[nefuncțională]

În anii 1950, a devenit cunoscută ca actriță de personaj, având roluri în lungmetraje clasice precum To Catch a Thief (1955) și North by Northwest (1959), ambele regizate de Alfred Hitchcock cu Cary Grant în rolul principal. A interpretat-o pe mama lui Cary Grant în La nord prin nord-vest, deși susținea că este cu aproape un an mai tânără decât acesta. Landis a enumerat 1904 drept anul nașterii sale. În realitate, acesta și-a șters 8 ani din vârsta reală. Actrița apare la recensământul din 1900 ca fiind un copil de trei ani născut în noiembrie 1896.
De asemenea, a apărut în seriale de televiziune precum The United States Steel Hour⁠(d), Alfred Hitchcock Presents și Boris Karloff's Thriller⁠(d).
Autobiografia lui Landis - You Won't Be So Pretty (But You'll Know More) - a fost publicată în 1954.

## Viața personală și moartea
Landis a fost căsătorită de trei ori. În iunie 1915, s-a căsătorit în secret cu Perry Lester Landis. Fiul lor, Medbury Perry Landis, s-a născut cu sindromul Down în 1916. Când a revenit pe scenă, acesta a fost trimis la o școală specială în ciuda obiecțiilor tatălui său. Cuplul nu a locuit niciodată împreună; au divorțat în 1925 și singurul lor fiu a murit în 1928.
Acesta a fost căsătorită cu Rex Smith între 1937 și 1944. În 1956, s-a căsătorit cu generalul-maior⁠(d) John FR "Jeff" Seitz⁠(d) (decedat în 1978), al treilea și ultimul său soț.
A murit de cancer la Spitalul Danbury⁠(d) din Danbury, Connecticut⁠(d) pe 2 februarie 1972 la vârsta de 75 de ani.

## Filmografie
| An   | Titlu                         | Rol                                           | Note        |
| ---- | ----------------------------- | --------------------------------------------- | ----------- |
| 1930 | At Your Service               |                                               | Scurtmetraj |
| 1930 | Derelict                      | Helen Lorber                                  |             |
| 1949 | Mr. Belvedere Goes to College | Mrs. Chase                                    |             |
| 1949 | It Happens Every Spring       | Mrs. Greenleaf                                |             |
| 1949 | My Foolish Heart              | Martha Winters                                |             |
| 1950 | Mother Didn't Tell Me         | Mrs. Wright                                   |             |
| 1952 | Meet Me Tonight               | Olive Lloyd Ransome, segment "Ways and Means" |             |
| 1953 | Main Street to Broadway       | Jessie Royce Landis - First Nighter           | nemenționat |
| 1955 | To Catch a Thief              | Jessie Stevens                                |             |
| 1956 | The Swan                      | Princess Beatrix                              |             |
| 1956 | The Girl He Left Behind       | Mrs. Madeline Shaeffer                        |             |
| 1957 | My Man Godfrey                | Angelica Bullock                              |             |
| 1958 | I Married a Woman             | Mrs. Blake, Janice's Mother                   |             |
| 1959 | North by Northwest            | Clara Thornhill                               |             |
| 1959 | A Private's Affair            | Elizabeth T. Chapman                          |             |
| 1961 | Goodbye Again                 | Mrs. Van der Besh                             |             |
| 1962 | Bon Voyage!                   | Countessa "La Comtesse" DuFresne              |             |
| 1962 | Boys' Night Out               | Ethel Williams                                |             |
| 1963 | Critic's Choice               | Charlotte Orr aka Charlie                     |             |
| 1963 | Gidget Goes to Rome           | Albertina Blythe                              |             |
| 1970 | Airport                       | Mrs. Harriet DuBarry Mossman                  |             |

### Televiziune
| An   | Seriale/Filme de televiziune | Rol                     | Episod                        |
| ---- | ---------------------------- | ----------------------- | ----------------------------- |
| 1952 | Larger Than Life             | Julia Lambert           | Film de televiziune           |
| 1956 | Climax!                      | Olivia Chesney          | An Episode of Sparrows        |
| 1960 | Alfred Hitchcock Presents    | Claire Crane            | Mother, May I Go Out to Swim? |
| 1960 | Thriller                     | Mrs. Killburn           | The Mark of the Hand          |
| 1965 | The Man from U.N.C.L.E.      | Madame Olga Nemirovitch | The Adriatic Express Affair   |
| 1971 | Mr. and Mrs. Bo Jo Jones     | Grandmother Greher      | Film de televiziune           |
| 1971 | Columbo                      | dna Chadwick            | Lady in Waiting (ultimul rol) |

### Radio
| An   | Program                  | Episod        |
| ---- | ------------------------ | ------------- |
| 1944 | Grand Central Station    | NA            |
| 1953 | Theatre Guild on the Air | Quiet Wedding |